# Лясе

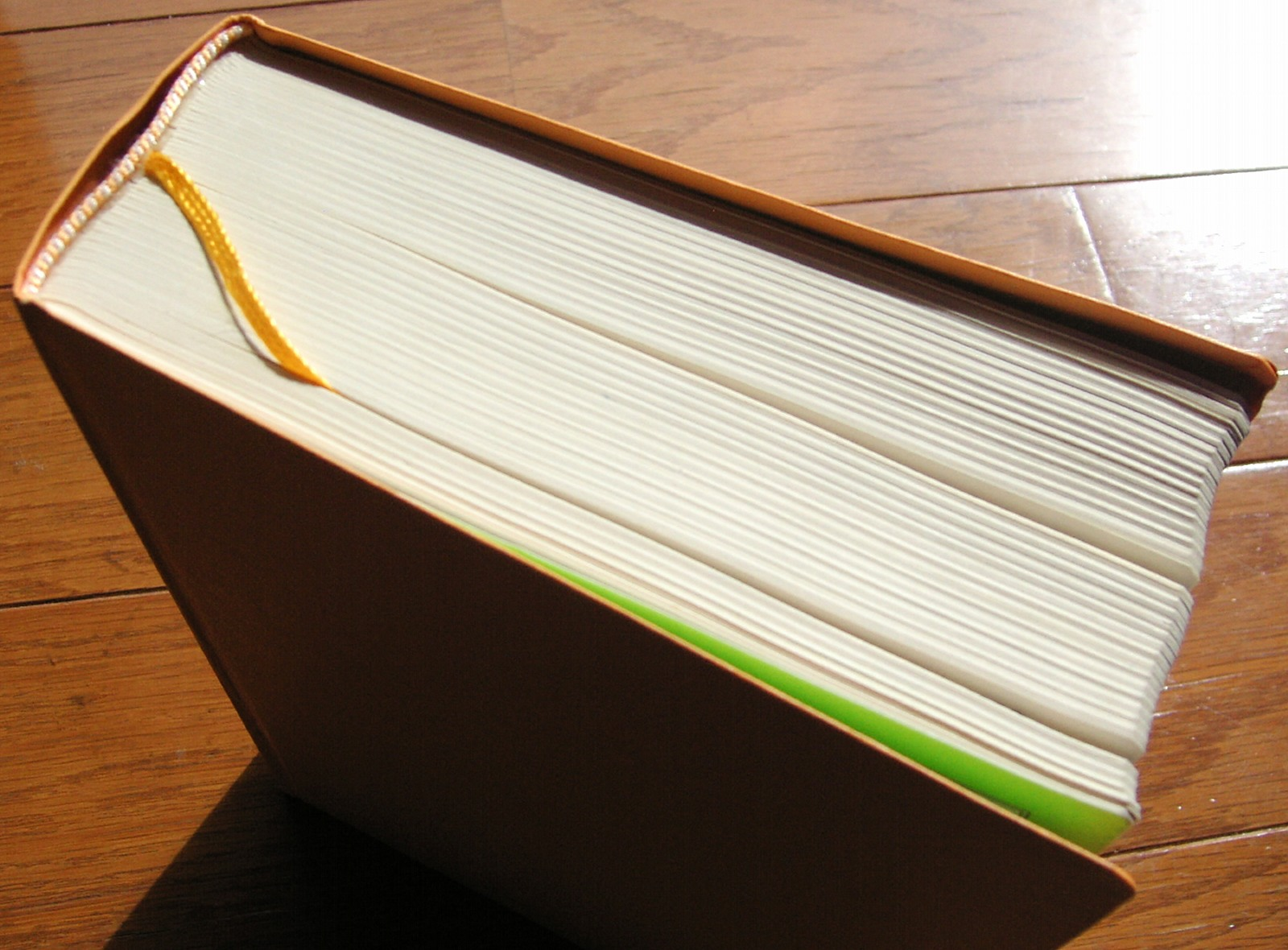
Закладка-лясе в місці приклейки до корінця

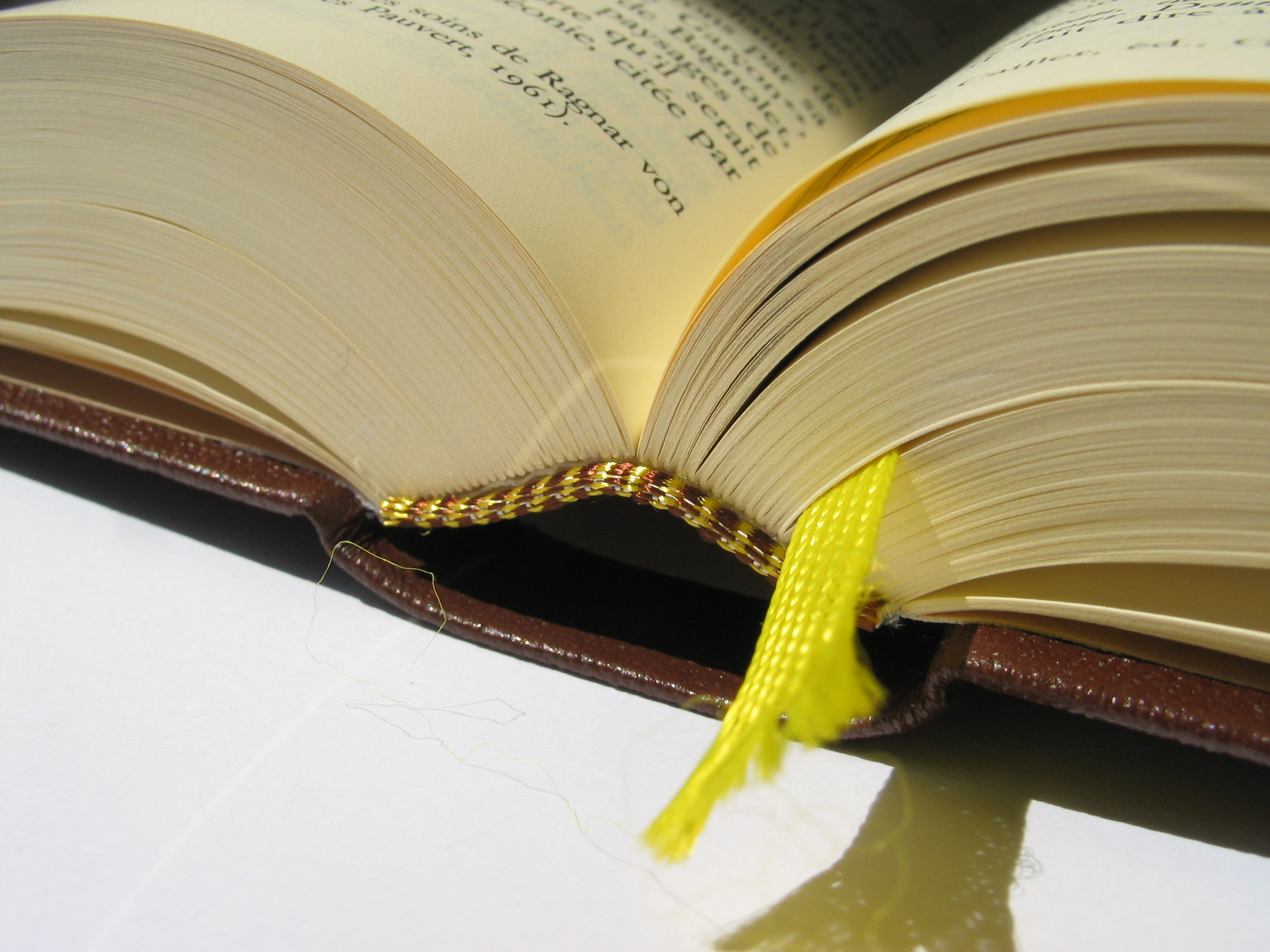
Закладка-лясе з нижньої частини книжкового блока

Лясе́ (від фр. lacer — «шнурувати») — закладка, що виготовляється при виданні книги.
Лясе технічно виготовляється таким чином: до корінця головки книжкового блока прикріплюється тасьма, вільний кінець якої можна вкладати між сторінками. Цей кінець виступає за нижній обріз блока, що дозволяє швидко знайти та відкрити книжку на потрібному місці.
Також лясе називають листок паперу з даними про нові видання видавництва.